# Jack Johnson (pugile)
John Arthur Johnson, detto Jack (Galveston, 31 marzo 1878 – Raleigh, 10 giugno 1946), è stato un pugile statunitense.
Nato da una famiglia di ex schiavi della regione di Galveston, in Texas, iniziò la sua carriera da pugile combattendo nelle battle royal, ossia gli incontri d'intrattenimento tra neri per un pubblico di bianchi. Debuttò come professionista nel 1897, all'età di 19 anni, e nel 1903 conquistò il "titolo mondiale dei pesi massimi di colore", l'unico consentito agli atleti afroamericani. Dopo una serie di convincenti vittorie, nel 1908 divenne il primo pugile di colore e il primo texano a vincere il titolo del mondo di boxe dei pesi massimi, quando sconfisse il campione in carica Tommy Burns. Per questa ragione fu considerato una sorta di simbolo dell'orgoglio razziale dei neri all'inizio del ventesimo secolo, soprattutto poiché nel periodo erano ancora in vigore le leggi Jim Crow.
Nel 1910 fu protagonista in ciò che divenne noto come "incontro del secolo", per via anche dell'enorme caratura del suo avversario – l'imbattuto James J. Jeffries, bianco – il quale lo affrontò per "difendere l'orgoglio bianco". Johnson ne uscì vittorioso e ciò lo aiutò a rendere ulteriormente popolare il suo nome, oltre a dare inizio ad un progressivo ingresso di campioni mondiali neri nel panorama pugilistico dell'epoca. Mantenne il titolo mondiale per quasi sette anni, prima di essere sconfitto da Jess Willard nel 1915. Soprannominato "il gigante di Galveston" (The Galveston Giant), la sua onnipresenza sulla stampa, affiancata al suo eccentrico stile di vita fuori dal ring, contribuirono a renderlo uno dei primi esempi di "campione moderno".
Attirò una serie di critiche nel 1912, quando fu accusato di aver violato la legge Mann, che proibiva di "portare donne da uno Stato all'altro" per "propositi immorali". Le accuse erano tuttavia considerate motivate da discriminazione razziale; benché vi fosse mancanza di prove, una giuria composta da soli bianchi lo condannò ad un anno di carcere. Johnson cercò di evitare l'arresto lasciando gli Stati Uniti e vivendo, insieme alla moglie Lucille Cameron, in esilio sino al 1920. Lo stesso anno si consegnò alle autorità statunitensi e, dopo aver scontato la pena, tornò a combattere, senza però ottenere grandi risultati. 
Nel maggio 2018, 105 anni dopo la sua condanna, Johnson è stato graziato dal presidente Trump, alla presenza dell'attore Sylvester Stallone e di passate e presenti glorie della boxe.
Disputò il suo ultimo incontro professionistico nel 1938, all'età di 60 anni. Grande amante di automobili, morì tragicamente a seguito di un incidente stradale il 10 giugno 1946. 
Dopo la sua morte divenne un'icona del Black Power negli anni sessanta e settanta. Nat Fleischer, fondatore della storica rivista boxistica Ring Magazine, lo definì come "il miglior peso massimo che aveva mai visto". La International Boxing Hall of Fame lo ha riconosciuto fra i più grandi pugili di ogni tempo.
In un documentario sulla sua vita, il regista Ken Burns affermò che "per più di tredici anni, Jack Johnson fu il più famoso afroamericano sulla Terra". La sua vita ispirò il film Per salire più in basso, con James Earl Jones, uscito nel 1970. L'anno seguente il jazzista Miles Davis dedicò in suo onore l'album A Tribute to Jack Johnson, registrato come colonna sonora per il documentario con lo stesso titolo.

## Biografia

### Gli inizi
Secondo di sei figli, nato in una famiglia povera di ex schiavi, lasciò la scuola al quinto anno di frequenza e provò diversi lavori in tutto il sud del Texas. Iniziò la sua carriera nel mondo della boxe come sparring partner e nelle battle royal, mero intrattenimento per i bianchi che lanciavano soldi al vincitore.

### La carriera

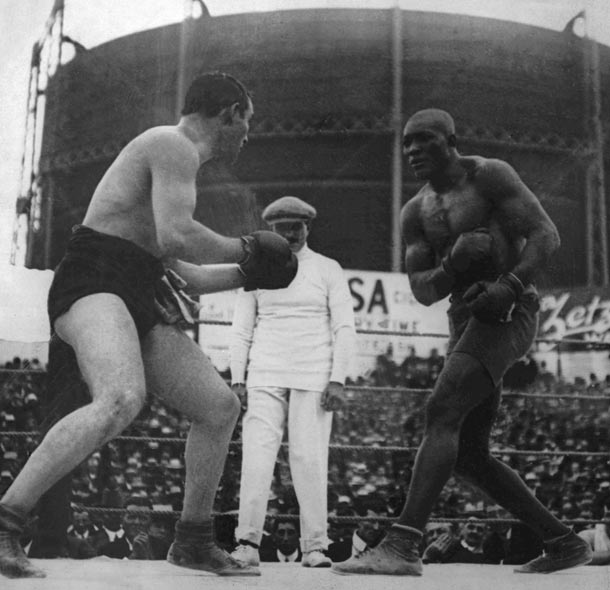
Johnson diventa campione del mondo per la prima volta sconfiggendo Tommy Burns (1908).

Passò al professionismo nel 1897, ma nel 1901, dopo un match perso contro il veterano Joe Choynski, venne arrestato poiché gli incontri di box remunerati erano fuorilegge nel Texas. Imprigionato insieme a Choynski per aver infranto tale regola, Johnson rimase in carcere per 25 giorni finendo per fare amicizia con il suo avversario che, intraviste le grandi potenzialità del pugile, decise di iniziare ad allenarlo. Nel 1902 Johnson aveva ormai alle spalle circa una cinquantina di vittorie contro avversari sia di pelle nera che bianca.
Si aggiudicò il suo primo titolo il 3 febbraio 1903, sconfiggendo "Denver" Ed Martin per la cintura di World Colored Heavyweight Championship (campione mondiale dei pesi massimi "di colore"). James J. Jeffries, il campione mondiale bianco di allora, si rifiutò di combattere contro di lui a causa del colore della sua pelle. 
Nel 1908 Johnson batté Tommy Burns in un incontro organizzato in Australia e si laureò campione del mondo, anche se il titolo non venne ufficializzato fino al 1910, anno in cui finalmente combatté contro Jeffries a Reno riuscendo a sconfiggerlo sonoramente.
Il match contro Burns durò 14 riprese prima di venire fermato dalla polizia davanti a 20.000 spettatori. Il titolo di campione del mondo venne assegnato a Johnson su decisione dell'arbitro che decretò la vittoria per KO.

### La "sfida del secolo": Jeffries contro Johnson

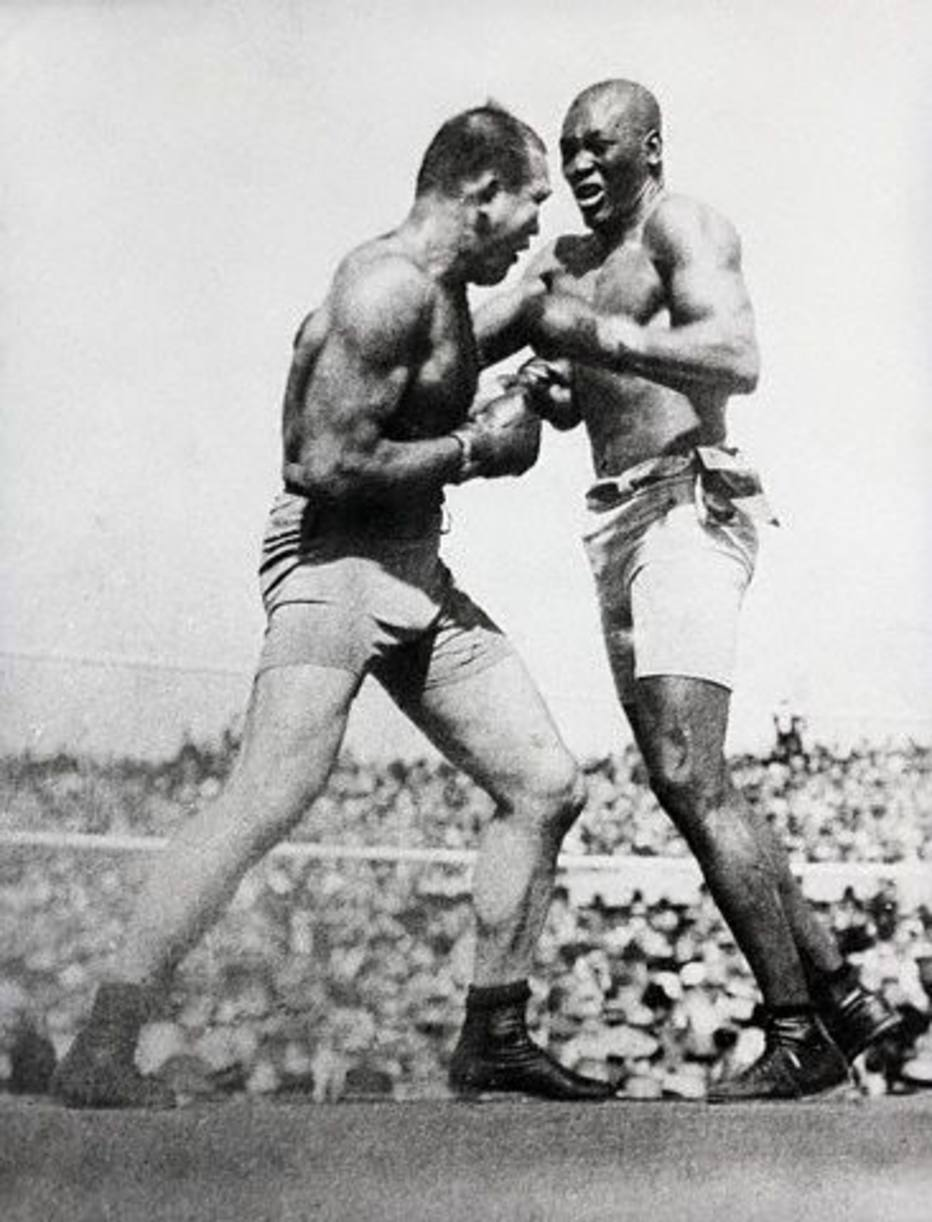
Johnson contro Jeffries (1910).

Nel 1910 l'ex campione mondiale dei pesi massimi James J. Jeffries, ritiratosi imbattuto, tornò sul ring per sfidare Johnson. Egli non aveva più combattuto un match da 6 anni e dovette perdere più di 45 kg per poter partecipare all'incontro rientrando nella categoria di peso predefinita. Inizialmente Jeffries non aveva nessun interesse a scontrarsi con Johnson, essendosi felicemente ritirato a vita privata e essersi dedicato all'agricoltura. Ma le richieste di chi voleva vedere sconfitto il pugile di colore si fecero sempre più pressanti, e a Jeffries per mesi vennero continuamente offerte ingenti somme di denaro per tornare a combattere e battere Johnson (si stima una cifra di circa 120.000 dollari) e alla fine egli accettò. Mai una cifra simile era stata raggiunta per un incontro di pugilato. Il 60% della posta in palio sarebbe dovuto andare al vincitore, il restante 40% al perdente.
Jeffries mantenne un basso profilo con i mezzi d'informazione fino al giorno dell'incontro, mentre Johnson si sottopose con piacere alle attenzioni della stampa. John L. Sullivan, che anni prima aveva reso la boxe uno sport popolare ed estremamente spettacolare dando lustro alle varie cinture di campione, affermò che Johnson era in una condizione fisica così superiore rispetto a Jeffries che egli avrebbe potuto perdere l'incontro solo se avesse avuto un mancamento il giorno stesso del match. In preparazione dell'incontro, Johnson fece sparring con il veterano Al Kaufman. Prima della sfida, Jeffries dichiarò: «È mia precisa intenzione andarci giù pesante con il mio avversario, in modo da buttarlo al tappeto più in fretta possibile».
Inizialmente si scelse San Francisco come luogo dell'incontro, ma a tre settimane dalla sfida il governatore della California James Gillett dichiarò che l'evento non si sarebbe potuto più svolgere nel suo territorio. Il pugilato era ancora illegale in molti Stati e numerosi gruppi d'influenza avevano convinto il politico ad annullare il match, su presupposti religiosi e morali. L'impresario Tex Rickard agì rapidamente e spostò l'evento a Reno, nel Nevada, punto di incontro di diverse linee ferroviarie e dove lo sport era considerato legale.
Le tensioni razziali crebbero intorno all'incontro e per prevenire che a uno dei due pugili potesse essere fatto del male, furono proibite le armi da fuoco all'interno e nei pressi dell'arena, e proibita la vendita di bevande alcoliche nelle vicinanze. Dietro alle tensioni razziali parzialmente istigate dai mezzi d'informazione stessi, che ponevano l'attenzione principalmente sullo scontro "bianco contro negro" piuttosto che sul semplice evento sportivo, si celavano anche ingenti affari di scommesse gestite dalla malavita locale che davano Jeffries vincente 10-7.
L'incontro ebbe luogo lunedì 4 luglio 1910 davanti a un pubblico di 20.000 persone, su un ring costruito appositamente per l'occasione a Reno. Jeffries si dimostrò incapace di tenere testa al campione più giovane e Johnson dominò ampiamente il match. Nel quindicesimo round, dopo che Jeffries era stato messo al tappeto due volte per la prima volta in carriera, i secondi di Jeffries gettarono la spugna per porre termine al'incontro dall'esito ormai segnato (e per evitare a Jeffries di subire un umiliante KO). Johnson dichiarò in seguito che si rese conto di aver vinto il match già intorno al 4º round, quando, dopo aver colpito l'avversario con un potente montante, vide l'espressione di sofferenza sul viso di Jeffries.
La "battaglia del secolo" (così definita dai giornali) fece guadagnare a Johnson una borsa di 65.000 dollari e zittì i suoi detrattori, che avevano denigrato e sminuito la sua precedente vittoria su Tommy Burns (definito un "finto pugile").

#### Disordini e conseguenze
L'esito del match fomentò diversi tumulti razziali in gran parte degli Stati Uniti; dal Texas al Colorado, da New York a Washington, si susseguirono episodi di violenza razziale in tutto il Paese. La vittoria di Johnson sul "bianco" Jeffries distrusse il sogno dei razzisti di aver trovato la "great white hope" (letteralmente la "grande speranza bianca") in grado di sconfiggere il campione nero. Molti bianchi si sentirono umiliati dalla sconfitta patita da Jeffries.
La gente di colore, al contrario, celebrò la vittoria di Johnson come una conquista del movimento per l'emancipazione razziale. Il poeta William Waring Cuney rievocò la reazione del popolo dei neri alla vittoria di Johnson nel suo poema My Lord, What a Morning. Persone di colore uscirono addirittura per le strade in processioni festanti ed improvvisate e alcune di loro si riunirono in gruppi di preghiera per ringraziare Dio.
In alcune città, come Chicago, la polizia non disturbò le celebrazion, ma in altre città la polizia, insieme ad orde di cittadini bianchi indignati, cercò di far cessare le manifestazioni di giubilo. Gli agenti di polizia dovettero intervenire per bloccare decine di tentativi di linciaggio ai danni di cittadini di pelle nera. Nel complesso i "disordini" ebbero luogo in più di 25 Stati e in 50 città. Circa 23 afroamericani e due bianchi morirono in modo violento, e centinaia di persone rimasero ferite.

#### Documentario dell'incontro
Svariate compagnie cinematografiche statunitensi unirono le loro forze per produrre un documentario dell'incontro tra Johnson e Jeffries, che venne a costare circa 250.000 dollari. Il film, con il titolo Jeffries-Johnson World's Championship Boxing Contest venne distribuito in tutti gli Stati Uniti e anche all'estero. In America, la proiezione del film venne vietata in molti Stati ed in diverse città per paura dello scatenarsi di nuovi disordini. Come risultato, nel 1912, Il Congresso degli Stati Uniti proibì la distribuzione di film che contenessero immagini di incontri di pugilato professionistici (il bando venne tolto solo nel 1940). Nel 2005 il film-documentario del match Jeffries-Johnson è stato aggiunto al National Film Registry dalla Biblioteca del Congresso degli Stati Uniti in modo da essere preservato per i posteri.

### Perdita del titolo

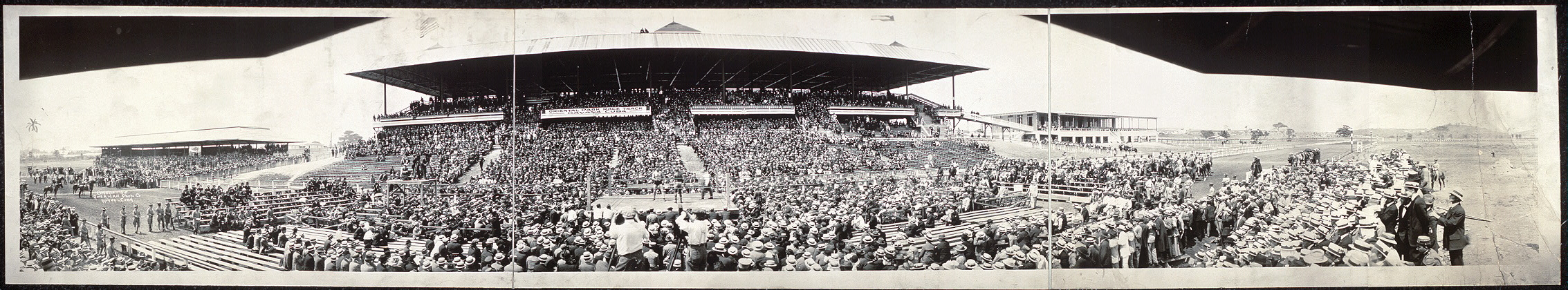
1915: Panoramica dell'Oriental Park Racetrack dell'Avana a Cuba, il giorno del match tra Johnson e Willard.

Il lunedì 5 aprile 1915 Johnson perse la cintura di campione mondiale dei pesi massimi contro Jess Willard, un cowboy originario del Kansas che aveva iniziato a boxare quando aveva già 29 anni di età. Il campione veniva da più di venti incontri vinti, Willard aveva un record di 22 vittorie 5 sconfitte e 2 pareggi. 
Johnson registrò 102 kg mentre Willard 108 kg. L'incontro si svolse davanti ad una folla di 25.000 persone sotto il sole cocente dell'Oriental Park Racetrack dell'Avana, a Cuba. Johnson, dopo 1 ora e 43 minuti, fu messo KO al 26º round di un match che ne prevedeva 45. Johnson, anche se si era dimostrato superiore in quasi tutti i round precedenti, iniziò a mostrare fatica dopo il 20º round, e venne visibilmente scosso da pesanti colpi al corpo portati in successione da Willard.

Inizialmente Johnson lodò il nuovo campione, ma nove mesi dopo affermò che dietro la sua sconfitta vi era una combine, e di aver simulato il KO solo per accontentare i suoi impresari. Tuttavia, ciò non fu mai provato.

Johnson viene sconfitto da Jess Willard e perde il titolo mondiale (1915).

### Vita privata

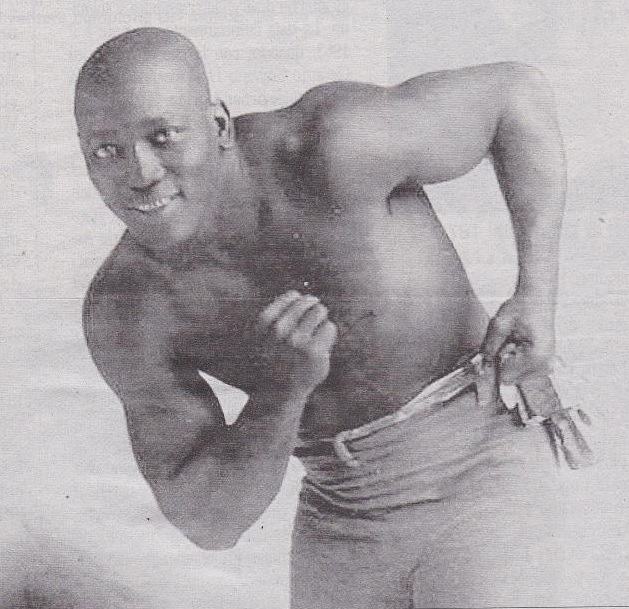
Johnson nel 1915.

Johnson fu uno dei primi esempi di atleta dell'era moderna consapevole della propria fama. Egli appariva regolarmente sui giornali, alla radio, e successivamente anche al cinema in vari documentari e film. Guadagnò considerevoli somme di denaro, spendendole poi in passioni costose come le auto da corsa o gli abiti di alta sartoria, e regalando gioielli alle varie mogli. Per assecondare la sua passione verso le corse automobilistiche, Johnson sfidò anche il pilota professionista Barney Oldfield in una gara di velocità che perse però in malo modo.
Si racconta che, fermato dalla polizia per eccesso di velocità, quando venne multato di 50 dollari (all'epoca una grossa somma), diede al poliziotto una banconota da 100, e quando l'agente gli disse di non avere il resto per una tale somma, Johnson gli disse di tenersi pure il denaro in eccedenza, così egli avrebbe potuto fare il viaggio di ritorno alla stessa velocità. Johnson era anche un amante dell'opera (la sua preferita era Il trovatore) ed un appassionato di storia — in particolare era un ammiratore di Napoleone Bonaparte, che stimava per essere riuscito ad emergere dal nulla come aveva fatto lui stesso. Nel 1920 Johnson aprì un night club ad Harlem, il "Club Deluxe". Vendette il locale tre anni dopo a un gangster, tale Owney Madden, che lo fece diventare più tardi il famoso "Cotton Club".
Con i suoi comportamenti anticonvenzionali Johnson scosse costantemente le convenzioni dell'epoca riguardanti il "giusto" status sociale ed economico dei neri nella società statunitense. Come afroamericano, diede scandalo sposando donne bianche, e si rivolgeva in modo beffardo e provocatorio alle persone (sia bianchi che neri) fuori e dentro il ring. Johnson non faceva mistero della sua passione per le donne di pelle bianca, e spesso si vantava in pubblico della sua virilità con esse.
Jack Johnson si sposò tre volte. Tutte le sue mogli erano bianche, fatto che causò considerevoli polemiche all'epoca, quando i rapporti interrazziali erano ancora inconcepibili per molti. Nel gennaio 1911 Johnson sposò Etta Terry Duryea, conosciuta ad una corsa di auto nel 1909. La loro relazione fu alquanto burrascosa. Ripetutamente picchiata da Johnson e sofferente di una forte forma di depressione, la donna si suicidò nel settembre 1912, sparandosi alla testa con una rivoltella.
Meno di tre mesi dopo, il 4 dicembre 1912, Johnson sposò Lucille Cameron. Quando Johnson sposò la Cameron, due pastori di culto del Sud degli Stati Uniti auspicarono che Johnson venisse linciato. La Cameron divorziò da Johnson nel 1924 a causa dei suoi continui tradimenti. L'anno successivo Johnson sposò Irene Pineau, che gli rimase accanto fino alla morte. Quando un giornalista durante il funerale di Johnson le chiese che cosa avesse amato in lui, lei disse: «Lo amavo per il suo coraggio. Affrontava il mondo senza paura. Non c'era niente e nessuno che lo spaventasse». Johnson non ha avuto figli.

#### Problemi con la giustizia

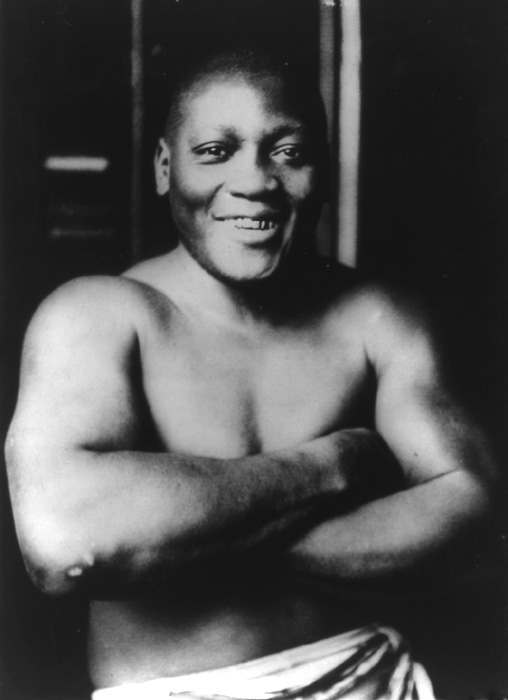
Jack Johnson

Il 18 ottobre 1912 Johnson fu arrestato per violazione della "legge Mann" contro la prostituzione in relazione al suo rapporto sentimentale con Lucille Cameron. Nello specifico l'accusa era quella di aver "trasportato donne da Stato a Stato per propositi immorali" con l'implicita accusa che la Cameron fosse una prostituta. La Cameron, che presto sarebbe divenuta la sua seconda moglie, rifiutò di collaborare con la giustizia e le accuse verso Johnson furono lasciate cadere.
Meno di un mese dopo Johnson venne nuovamente arrestato per un capo d'imputazione simile. Questa volta la donna, un'altra presunta prostituta di nome Belle Schreiber, con la quale il pugile aveva avuto una relazione dal 1909 al 1910, testimoniò contro di lui. Jack Johnson venne così condannato a un anno di carcere.
Johnson cercò di evitare la prigione lasciando gli Stati Uniti fuggendo, insieme a Lucille, in Canada, a Montréal, il 25 giugno, per poi partire per la Francia. Per i successivi sette anni la coppia visse in esilio in Europa, Sud America e Messico. Johnson tornò in America il 20 luglio 1920. Si costituì agli agenti federali sul confine messicano e nel settembre 1920 venne mandato al penitenziario di Leavenworth per scontare la sua condanna come detenuto numero 15461.
Nel maggio 2018 il presidente degli Stati Uniti d'America Donald Trump decretò il perdono postumo verso Johnson, iniziativa partita e sostenuta dall'attore Sylvester Stallone.

### Declino
Dopo aver scontato la sua condanna, Johnson continuò a combattere, ma la non più giovane età iniziava a farsi sentire. Combatté da professionista fino al 1938 quando ormai aveva compiuto 60 anni e perduto 7 degli ultimi 9 incontri disputati. L'ultimo match della carriera fu una sconfitta al 7º round per KO tecnico per mano di Walter Price. Si è spesso dibattuto se includere o meno nel record personale del pugile gli incontri da lui disputati dopo i quarant'anni, poiché egli, ormai in fase calante, combatteva solamente per i soldi al fine di mantenere il suo alto stile di vita.

## Morte

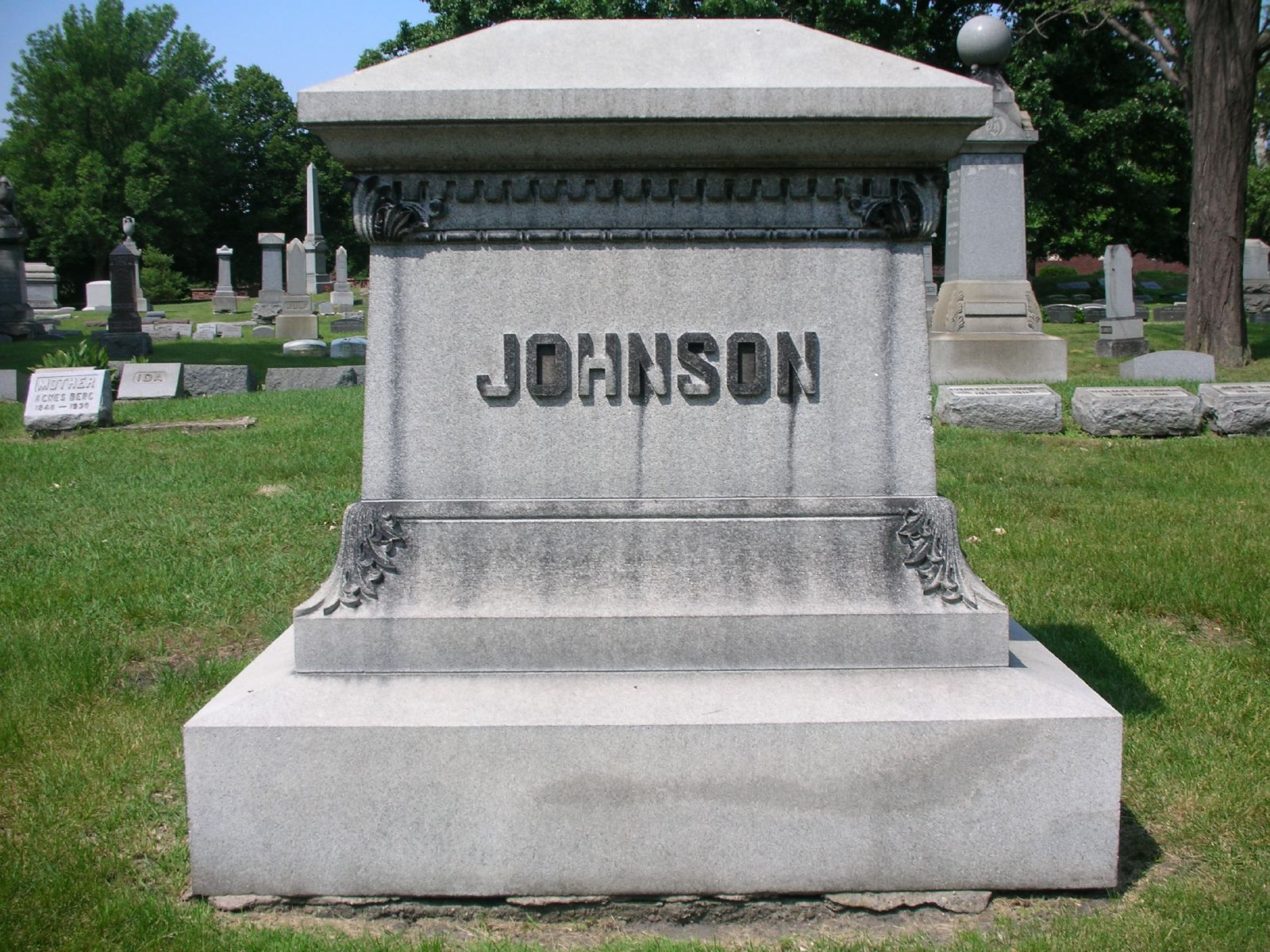
La tomba di Jack Johnson nel Graceland Cemetery di Chicago, Illinois.

Nel primo pomeriggio di lunedì 10 giugno 1946 Johnson, alla guida della sua automobile Lincoln-Zephyr di ritorno da un tour in Texas diretto a New York, con a bordo l'amico Fred L. Scott ebbe un incidente automobilistico alla periferia di Franklinton, una piccola città vicino a Raleigh, in Carolina del Nord, mentre guidava affamato dopo che un ristorante della zona aveva rifiutato di servirgli il pranzo a causa del colore della sua pelle; sbandò nell'effettuare una curva, andando a schiantarsi contro un palo del telefono proprio dalla parte del guidatore. Venne portato d'urgenza, assieme all'amico Scott (il quale però, eiettato dal veicolo, aveva riportato solo ferite superficiali), al più vicino ospedale per neri, il Saint Agnes Hospital di Raleigh, e affidato al dottor W. D. Allison, ma morì per le ferite riportate, all'età di 68 anni. Il suo corpo venne sepolto nel Graceland Cemetery a Chicago.

## Stile di combattimento
(Jack Dempsey)

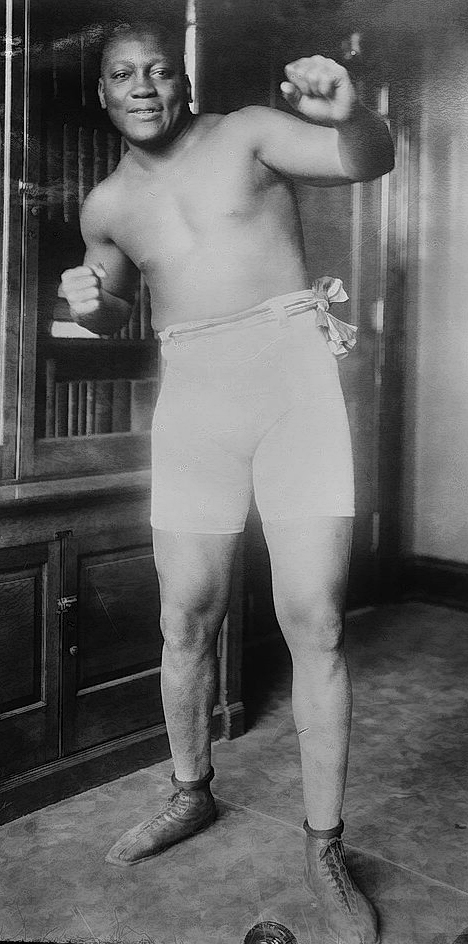
Jack Johnson fotografato durante il suo regno da campione del mondo

Jack Johnson era dotato di uno stile di combattimento alquanto particolare ed è considerato tra i pionieri dell'arte difensiva. A livello stilistico, egli portò un approccio più fluido e scientifico al mondo del pugilato, contribuendo alla modernizzazione dello sport.
Durante la sua carriera, Johnson si costruì uno stile di combattimento tutto suo e inusuale nel pugilato dei suoi tempi. Benché fosse tipicamente lui a colpire per primo, faceva della propria difesa la sua arma migliore. Mostrava di avere un atteggiamento attendista nei confronti dei suoi avversari, lasciandoli sfogare nei primi round, per poi far esplodere improvvisamente tutta la sua devastante potenza verso di loro. Invece che puntare al KO, combatteva spesso con l'intento di punire l'avversario con il passare delle riprese, ed era solito schivare un'alta percentuale di pugni. Una volta a suo agio, avrebbe poi colpito rapidamente con un pugno dei suoi. Tipica sua caratteristica era quella di far sembrare i suoi incontri quasi privi di sforzo, e come se avesse molto di più da offrire al pubblico, quando subiva delle spinte si esibiva in potenti combinazioni ed abili manovre.
Sono rimasti conservati dei filmati in cui lo si può osservare mentre sorreggeva il suo avversario, che senza il suo sostegno sarebbe caduto, sino a quando quest'ultimo non recuperava le forze (un classico esempio è il match contro Stanley Ketchell). Spesso durante gli incontri parlava con persone a bordo ring mentre combatteva, o scherzava con il proprio avversario, talvolta sbeffeggiandolo apertamente. Johnson era un pugile dotato di una velocità di pugni eccezionale e di un'elevata potenza di braccia, ed era in grado di penetrare la difesa del nemico con rapidi contrattacchi. Maestro delle finte, durante il suo regno da campione del mondo fu in grado di dominare molti dei suoi match senza prendere troppi rischi.
Il "gigante di Galveston" utilizzava anche tecniche inusuali all'interno del ring. L'autore Mike Aoki, grande appassionato di pugilato, scrisse che "a Johnson piaceva sferrare un pugno al bicipite dell'avversario quando questo stava per sferrargli un pugno feroce. Ciò non impediva solamente che il pugno andasse a segno, ma intorpidiva o paralizzava il braccio del rivale." Sebbene ai suoi tempi si lottasse con guantoni più sottili rispetto a quelli odierni, il suo viso rimaneva raramente segnato dagli incontri, proprio grazie al suo stile distintivo. Diversi analisti misero tuttavia in questione la solidità della sua mascella. Prima della battaglia con Willard, Johnson era stato fermato prima del limite solamente da Klondike Haynes (sconfitta per ritiro) e poi dal veterano Joe Choynski, ma va considerato che si trattava degli inizi della sua carriera e prima che egli raggiungesse la piena maturità pugilistica. Dopo la sconfitta con Choynski, non sarebbe stato messo KO per ben 14 anni.
Il suo stile unico risultò efficace contro molti dei suoi avversari, ma al contempo attirò le critiche della stampa di settore, che lo accusava di boxare in modo "disonesto" e "vigliacco". In netto contrasto, il campione mondiale dei pesi massimi "Gentleman" Jim Corbett, bianco, utilizzava le stesse tecniche di Johnson una decina di anni prima, ma non riscosse disapprovazioni e fu anzi definito "l'uomo più onesto nel mondo del pugilato".

## Omaggi
- Durante la prima guerra mondiale il nome di Jack Johnson veniva usato dai soldati britannici per descrivere i grossi proiettili dell'artiglieria pesante tedesca che erano di colore nero.[20][21]
- Dalla storia di Johnson è stato tratto il film Per salire più in basso (The Great White Hope) del 1970, con James Earl Jones nella parte di Johnson (chiamato "Jack Jefferson" nel film).
- Sempre nel 1970 uscì un documentario dal titolo Jack Johnson, prodotto e girato da Jim Jacobs e Bill Cayton, la cui colonna sonora fu composta dal celebre jazzista Miles Davis. Nel 1971 la colonna sonora fu pubblicata come album, con il nome di A Tribute to Jack Johnson. Al termine dell'ultima traccia, Yesternow, l'attore Brock Peters, impersonando Johnson, dice: «I'm Jack Johnson. Heavyweight champion of the world. I'm black. They never let me forget it. I'm black all right! I'll never let them forget it!» ("Io sono Jack Johnson. Campione del mondo dei pesi massimi. Sono nero. Non mi hanno mai permesso di dimenticarlo. In ogni caso io sono nero! E non permetterò mai che lo dimentichino!").
- Nel 1997 lo scrittore Joe R. Lansdale ha pubblicato l'opera L'anno dell'uragano (The Big Blow) che vede il pugile protagonista di una vicenda immaginaria ambientata agli esordi della sua carriera pugilistica, nel 1900.
- Nel 2005 il regista Ken Burns ha prodotto un documentario in due parti sulla vita di Johnson, Unforgivable Blackness: The Rise and Fall of Jack Johnson, basato sull'omonimo libro del 2004 di Geoffrey C. Ward.
- Nel 2011 Jack Johnson è stato inserito come personaggio extra scaricabile a pagamento nel videogioco Fight Night Champion della EA Sports. Johnson fa parte del "Legends Pack" insieme a Jack Dempsey, Floyd Patterson, Joe Louis, e Rocky Marciano.[22]